# (5968) Trauger
(5968) Trauger es un asteroide que forma parte del cinturón interior de asteroides, región del sistema solar que se encuentra entre las órbitas de Marte y Júpiter, más concretamente al grupo de Hungaria, descubierto el 17 de marzo de 1991 por Eleanor F. Helin desde el Observatorio del Monte Palomar, Estados Unidos.

## Designación y nombre
Designado provisionalmente como 1991 FC. Fue nombrado Trauger en homenaje a John T. Trauger, relevante por sus notables logros como investigador principal de la Wide Field/Planetary Camera II en el telescopio espacial Hubble. Por definir, guiar y liderar los aspectos científicos y técnicos de todo el proyecto, fue galardonado con la Medalla de Liderazgo Excepcional de la NASA en 1994. Es un destacado instrumentista, conocido por su desarrollo y uso de la tecnología Fabry-Pérot. También ha brindado asistencia crítica al programa Air Force Maui Optical Site (AMOS) que ha adquirido astrometría de seguimiento para nuevos descubrimientos, particularmente para los programas PCAS y NEAT de JPL.

## Características orbitales
Trauger está situado a una distancia media del Sol de 1,908 ua, pudiendo alejarse hasta 1,957 ua y acercarse hasta 1,859 ua. Su excentricidad es 0,025 y la inclinación orbital 23,72 grados. Emplea 963,142 días en completar una órbita alrededor del Sol.

## Características físicas
La magnitud absoluta de Trauger es 14,3. Tiene 4,807 km de diámetro y su albedo se estima en 0,186. 